# Lehrpreis

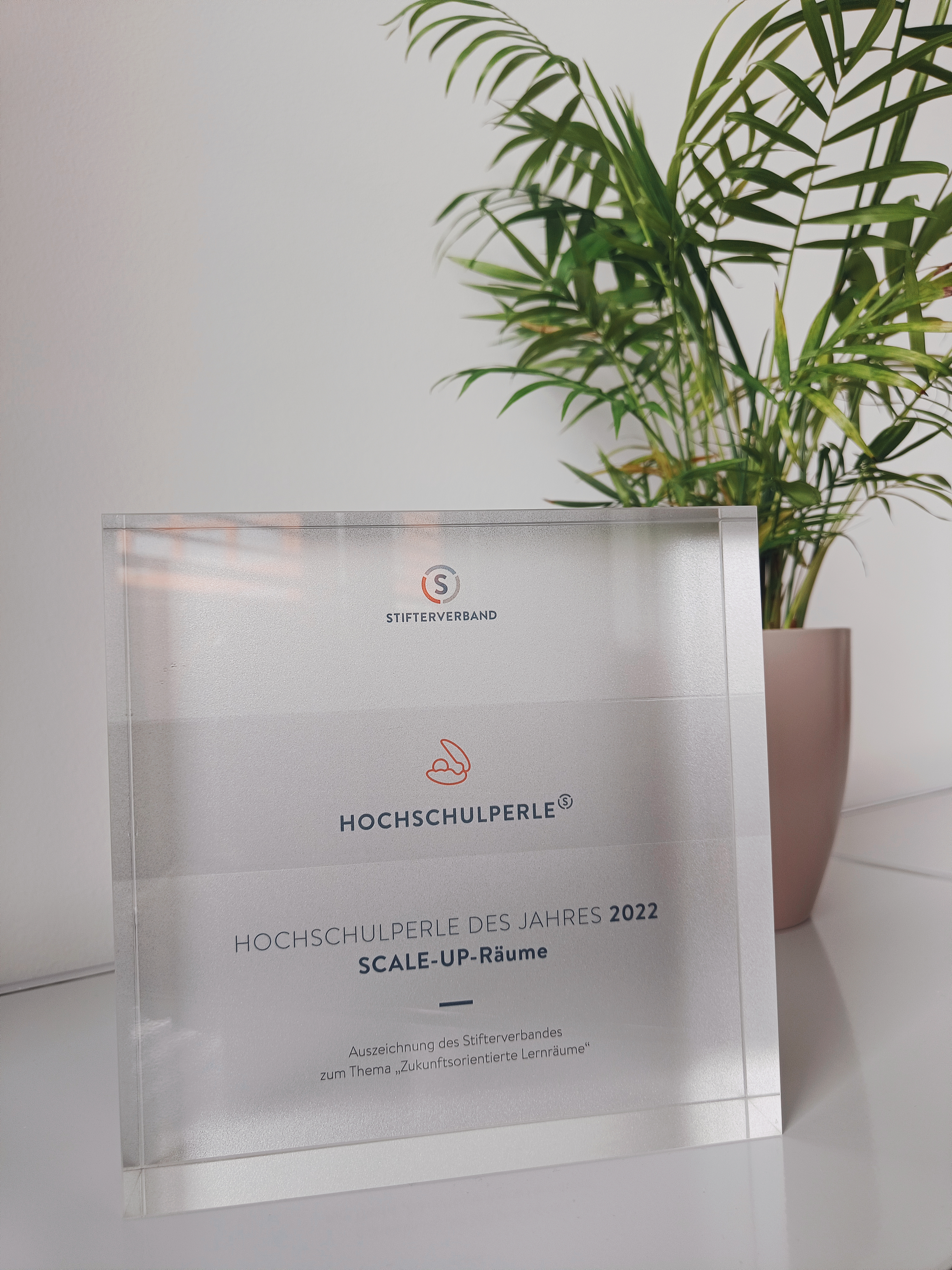
Die Hochschulperle des Stifterverbands für die Deutsche Wissenschaft ist ein jährlich vergebener Lehrpeis.

Ein Lehrpreis ist eine Auszeichnung an eine einzelne Person, Gruppen von Personen, oder Bildungseinrichtungen, um deren besondere Leistungen in der Lehre zu würdigen. In der Regel werden Lehrpreise für zurückliegende Leistungen vergeben. Seltener werden Lehrpreise als Förderpreise vergeben, um vergleichbar zu Architekturwettbewerben Ideen für Lehrprojekte auszuzeichnen und deren Umsetzung zu fördern.

## Ziele von Lehrpreisen
Lehrpreise verfolgen vielfältige Ziele. Neben der Würdigung der einzelnen Leistungen der Preisträger werden übergreifende Ziele verfolgt, die das Ansehen von Lehre und deren positive Wahrnehmung stärken sollen:
- Lehrtätigkeit wertschätzen und die Bedeutung von Lehre als akademische Tätigkeit hervorheben (Vor allem an Hochschulen wird Lehre tendenziell in Konkurrenz zur Forschung gesehen und steht in deren Schatten.)
- Diskussion über gute Lehre anstoßen
- Reputation von Lehre stärken

## Lehrpreise an Schulen
Lehrpreise an Schulen werden meist für eine Schulform und auf Landes- oder Bundesebene verliehen. In Deutschland ist der Deutsche Lehrerpreis einer der bedeutendsten Auszeichnungen auf nationaler Ebene.

## Lehrpreise an Hochschulen
Lehrpreise an Hochschulen im deutschsprachigen Raum haben etwa seit dem Jahr 2000 eine merkliche Ausbreitung erfahren. Der Kreis der möglichen Preisträger variiert dabei stark. Er reicht von den Lehrenden einer Fakultät oder Hochschule, über den Lehrenden eines Bundeslandes bis hin zu den Lehrenden eines bestimmten Faches. Ebenso variiert, wer den Preis auslobt, etwa Fachschaften, Hochschulleitungen, Wissenschaftsminister oder Stiftungen.
Der Wissenschaftsrat hat 2008 empfohlen, in Deutschland einen nationalen Lehrpreis zu vergeben. Die Bundesländer sind diesem Vorschlag allerdings nicht gefolgt. Als einer der bedeutendsten in Deutschland vergebenen Lehrpreise gilt der Ars-legendi-Preis für exzellente Hochschullehre, der vom Stifterverband für die Deutsche Wissenschaft vergeben wird.
Einzelne Bundesländer vergeben eigene Lehrpreise:
- Landeslehrpreis Baden-Württemberg[5]
- Preis für gute Lehre an den staatlichen Hochschulen in Bayern[6]
- Landeslehrpreis Brandenburg[7]
- Bremer Hochschulpreis für ausgezeichnete Lehre[8]
- Hamburger Lehrpreis[9][10]
- Hessischer Hochschulpreis für Exzellenz in der Lehre[11]
- Lehrpreis Niedersachsen[12]
- Landeslehrpreis Nordrhein-Westfalen[13]
- Lehrpreis des Landes Rheinland-Pfalz[14]
- Landespreis Hochschullehre Saarland[15]
- Sächsischer Lehrpreis[16]

## Vergabeverfahren
Die Vergabe von Lehrpreisen folgt keinen einheitlichen Leitlinien und unterscheidet sich darin, wer vorschlägt und wie und nach welchen Kriterien ausgewählt wird.
- Vorschlagsrecht: In der Regel muss der Vorschlag von Dritten erfolgen. Meist gehören dazu die Lernenden. Eigenbewerbungen sind oft nicht möglich.
- Auswahlverfahren: Die Auswahl erfolgt in der Regel durch ein Gremium oder eine Jury. Bei Lehrpreisen an Hochschulen sind Studierende meist beteiligt. Bei Lehrpreisen mit sehr engem Kontext, z. B. innerhalb einer Fakultät treffen oft alleine Studierende die Auswahl.
- Auswahlkriterien: Die Kriterien, die zur Auswahl von Lehrpreisträgern angewendet werden, sind vielfältig. Meist zählt das didaktische Niveau der Lehrveranstaltung dazu. Oft werden Kriterien verwendet, die alleine anhand der Ergebnisse studentischer Evaluationen von Lehrveranstaltungen überprüft werden können.

## Kritik an Lehrpreisen
Lehrpreise sind nicht frei von Kritik. Häufig wird kritisiert, dass die Lehrpreise alleine nicht ausreichen, um die mit ihnen verbundenen Ziele zu erreichen, aber kaum zusätzliche Maßnahmen ergriffen werden. Vereinzelt wird berichtet, dass Lehrpreisträger dem Neid von Kollegen ausgesetzt sind und im Extremfall von diesen gemobbt werden.